# Днепровская политехника
Национальный технический университет «Днепровская политехника» (укр. Національний технічний університет «Дніпровська політехніка»; ранее Горный университет, академия, Днепропетровский горный институт) — ведущее высшее учебное заведение Украины в городе Днепр. Старейшее высшее горное учебное заведение страны, основано 16 июня 1899 года как Екатеринославский  институт.
Проектирование зданий будущей горной академии было поручено академику архитектуры А. Н. Бекетову, главный корпус университета является памятником архитектуры национального значения.

## Общая информация
Сегодня Национальный горный университет — одно из ведущих учебных заведений и ведущее учебное заведение государства в геологоразведочной и горнодобывающей отраслях.
В составе университета 53 кафедры (27 из которых — выпускающие), объединённые в 9 факультетов дневной формы обучения, Институт заочного образования Архивная копия от 15 сентября 2013 на Wayback Machine, Межотраслевой институт непрерывного образования Архивная копия от 18 июля 2013 на Wayback Machine, аспирантура и докторантура Архивная копия от 14 июня 2013 на Wayback Machine, развитая научно-исследовательская часть Архивная копия от 1 февраля 2014 на Wayback Machine, Центр энергосбережения и энергоменеджмента Архивная копия от 1 февраля 2014 на Wayback Machine, Геммологический центр, Приднепровский региональный научно-технический центр технической защиты информации (недоступная ссылка), Институт по проектированию горных предприятий Архивная копия от 1 февраля 2014 на Wayback Machine, Учебно-научно-производственный центр «Уголь» Архивная копия от 1 февраля 2014 на Wayback Machine, Учебно-научно-производственный центр «Безопасность» Архивная копия от 1 февраля 2014 на Wayback Machine, Научно-учебный центр физики нанопроцессов и горных пород (недоступная ссылка), Украинско-американский лицей, Марганецкий колледж, автотранспортный и Павлоградский техникумы.
Взаимодействие университета с зарубежными партнерами в образовательной и научной сферах обеспечивает Учебно-научный центр международного сотрудничества Архивная копия от 14 июня 2013 на Wayback Machine, в состав которого входят отдел международных связей, Учебно-научный центр подготовки иностранных граждан, Отдел международных образовательных проектов Архивная копия от 20 ноября 2013 на Wayback Machine, Украинско-американский лингвистический центр Архивная копия от 20 ноября 2013 на Wayback Machine, Украинско-немецкий культурный центр Архивная копия от 14 марта 2014 на Wayback Machine, Центр языковой подготовки Архивная копия от 14 марта 2014 на Wayback Machine, Украинско-испано-латиноамериканский центр, Центр украинско-польского сотрудничества Архивная копия от 22 ноября 2013 на Wayback Machine, Украинско-японский центр Архивная копия от 14 марта 2014 на Wayback Machine,
Центр развития предпринимательства "Бизнес-инкубатор НГУ" Архивная копия от 21 января 2016 на Wayback Machine.
В университете учатся около 16000 студентов и слушателей, аспирантов и докторантов по 27 современным специальностям. Учебный процесс обеспечивают свыше 600 преподавателей, в том числе более 100 докторов наук, профессоров и 350 кандидатов наук, доцентов. Высокое качество обучения гарантируется развитой инфраструктурой учебного процесса (общая площадь сооружений и зданий университета — 126049 м² стоимостью 29,8 млн гривен), современной вычислительной техникой (свыше 500 современных компьютеров), локальными и глобальными компьютерными сетями, библиотекой с фондом более одного миллиона томов, крепкой материально-технической базой лабораторий (стоимость оснащения 16,8 млн грн.), новейшими технологиями обучения.
За 100 лет в университете подготовлено свыше 56000 высококвалифицированных специалистов, выдано свыше 500 монографий и 250 учебников и учебных пособий, которые широко известны и за пределами Украины. Подготовлено около 150 докторов и свыше 1750 кандидатов наук. Учёные университета — авторы около 2600 изобретений, в странах далекого зарубежья ними получено 300 патентов. В последнее время 4 фундаментальные разработки учёных университета признаны как научные открытия.
Характерной особенностью деятельности большинства кафедр и университета в целом есть постоянная связь с предприятиями и организациями-заказчиками специалистов
В одном из интервью ректор университета заявил: «В 2019 году нашему университету исполняется 120 лет. Изначально учебное учреждение было многопрофильным и за время своего существования дало жизнь 20 вузам на территории бывшего советского Союза. В связи с изменениями в образовательной сфере встал вопрос о соответствии НГУ той деятельности, которую мы ведем». Также ректор заявил, что до конца 2018 года в НТУ «Днепровская политехника» будет открыто 6-7 новых специальностей, а за последние полтора года в университете было открыто 15 новых специальностей, в их числе также несколько гуманитарных специальностей, такие как: «Политология», «Философия», «Туризм», «Администрирование». Вместе с тем университет вышел на европейскую аккредитацию образовательных программ. «Уже в январе несколько специальностей выходят на аккредитацию. Это означает, что они будут соответствовать всем европейским нормам и стандартам», — сказал Геннадий Пивняк.

## История

### Екатеринославский горный институт
Церемония открытия Екатеринославского высшего горного училища состоялась 30 сентября 1899 года в Потёмкинском дворце (ныне — Дворец студентов). В апреле следующего года началось строительство учебных корпусов. Император Николай II 25 мая 1903 года утвердил постановление Государственного Совета, которое перевело училище на уровень высшего образовательного учреждения. На 1 января 1905 года в училище насчитывалось 258 учащихся (160 на горном отделении и 98 на заводском отделении). В июле 1912 года Екатеринославское высшее горное училище было препобразовано в горный институт.
В течение 1903—1917 годов институт окончило 457 человек, получивших звание инженеров.

### Институт после 1917 года
В 1918 году Екатеринославский горный институт пополнился двумя новыми отделениями — маркшейдерским (закрытым в 1921 году) и геологоразведочным и получил право присуждать учёную степень через публичную защиту научных диссертаций. В 1921 году создан механический факультет с двумя отделениями — горнозаводским и электромеханическим.
Согласно приказу Высшего совета народного хозяйства от 17 апреля 1930 года на базе Днепропетровского горного института были открыты 2 отраслевых ВТУЗа: «На базе металлургического факультета и заводского отделения факультета горнозаводской механики организовать Днепропетровский металлургический институт… На базе химического факультета создать химический институт со специальностями: углехимическая и минеральная технология…»
В 1932 году вместо отделений появились факультеты: горный, электромеханический, геолого-маркшейдерский.
В мае 1993 года по результатам государственной аккредитации ДГИ получил статус автономного государственного вуза IV уровня и название Государственная горная академия Украины. 11 июня 1997 года Указом Президента Украины горной академии присвоен статус Национальной. Распоряжением Кабинета министров Украины от 28 февраля 2002 года НГАУ реорганизована в Национальный горный университет
В сентябре 2009 года Национальный горный университет получил статус автономного исследовательского национального высшего учебного заведения Украины.
2 октября 2017 года было принято решение о переименовании ВУЗа. По словам ректора Геннадия Пивняка «политехника» позволит расширить горизонты для образовательного учреждения и дать новым студентам возможность получить новые гранты, международные стажировки и дипломы Европейского образца. На сегодняшний день, по словам руководителей университета, в стране открываются все новые и новые возможности, которые могли бы быть ограниченными в силу горной специализации вуза.
20 декабря 2017 года приказом Министерства образования и науки Украины НГУ переименован в Национальный технический университет «Днепровская политехника» (укр. Національний технічний університет «Дніпровська політехніка»).

## Хронология
1899 — Открытие Екатеринославского высшего горного училища (ЕВГУ).
1912 — Преобразование ЕВГУ в Екатеринославский горный институт Императора Петра Великого.
1930 — создание на базе металлургического факультета Днепропетровского металлургического института (сейчас Национальная металлургическая академия Украины); на базе химического факультета — химического института (сейчас Украинский государственный химико-технологический университет)
1993 — статус Государственной горной академии Украины.
1997 — статус Национальной горной академии Украины (НГАУ).
2002 — реорганизация НГАУ в Национальный горный университет.
2009 — получение статуса автономного исследовательского национального высшего учебного заведения.
2018 — статус «Национальный технический университет „Днепровская политехника“».

## Ректоры
- Сучков Сергей Николаевич — горный инженер (июль 1899—1908 гг.)
- Лебедев Николай Иосифович — горный инженер, профессор геологии (1908—1919 и 1921 — декабрь 1924 гг.)
- Терпигорев Александр Митрофанович — профессор (весна-лето 1919 г.)
- Заборовский Сергей Андреевич — военный инженер (зима-осень 1920 г.)
- Грдина, Ярослав Иванович — учёный-механик и инженер-технолог, профессор (1920—1921 гг.)
- Писаржевский Лев Владимирович — доктор химии, профессор (декабрь 1924 — декабрь 1926 гг.)
- Маковский, Владимир Матвеевич — инженер-технолог, доктор технических наук, профессор (январь 1927 — февраль1928 гг.)
- Волин Михаил Ильич (июнь 1930 — январь 1932 гг.)
- Черепов Евграф Иванович — горный инженер (январь 1932 — январь 1935 гг.)
- Герасимов Павел Иванович — инженер-обогатитель (январь 1935 — июль 1937 гг.)
- Нестеренко Петр Григорьевич — инженер-геолог, профессор (май 1938 — октябрь 1940 г.; июнь 1941 — февраль 1942 гг.; апрель 1944 — июль 1963 гг.)
- Ренгевич Александр Александрович — горный инженер-электромеханик, доктор технических наук, профессор (июль 1963 — июнь 1972 гг.)
- Потураев Валентин Никитович — инженер железнодорожного транспорта, доктор технических наук, профессор (июнь 1972 — апрель 1973 гг.)
- Онищенко Владимир Иванович — инженер-механик, кандидат физико-математических наук, профессор (апрель 1973 — сентябрь 1982 гг.)
- Пивняк Геннадий Григорьевич — горный инженер-электромеханик, доктор технических наук, академик Национальной академии наук Украины, профессор ( сентябрь 1982  - март 2021 гг.)
- Азюковский Александр Александрович - профессор, к.т.н. (с марта 2021 г.)

## Институты, факультеты, кафедры
- Институт электроэнергетики (ИЭЭ)
  - Электротехнический факультет (ЭТФ) Архивная копия от 3 мая 2013 на Wayback Machine
    - Кафедра возобновляемых источников энергии Архивная копия от 29 марта 2013 на Wayback Machine
    - Кафедра систем электроснабжения Архивная копия от 28 марта 2013 на Wayback Machine
    - Кафедра метрологии и информационно-измерительных технологий Архивная копия от 8 апреля 2013 на Wayback Machine
    - Кафедра электропривода Архивная копия от 26 апреля 2013 на Wayback Machine
    - Кафедра перевода Архивная копия от 25 июля 2013 на Wayback Machine

  - Факультет информационных технологий (ФИТ) Архивная копия от 21 октября 2013 на Wayback Machine
    - Кафедра безопасности информации и телекоммуникаций Архивная копия от 30 марта 2013 на Wayback Machine
    - Кафедра системного анализа и управления Архивная копия от 10 апреля 2013 на Wayback Machine
    - Кафедра автоматизации и компьютерных систем Архивная копия от 20 мая 2013 на Wayback Machine
    - Кафедра программного обеспечения компьютерных систем Архивная копия от 28 марта 2013 на Wayback Machine (http://www.programmer.dp.ua/ Архивная копия от 25 апреля 2012 на Wayback Machine)
- Институт экономики (ИЭ)
  - Финансово-экономический факультет (ФЭФ) Архивная копия от 22 июня 2013 на Wayback Machine
    - Кафедра экономического анализа и финансов Архивная копия от 28 марта 2013 на Wayback Machine
    - Кафедра экономики предприятия Архивная копия от 1 июня 2013 на Wayback Machine
    - Кафедра маркетинга Архивная копия от 22 июня 2013 на Wayback Machine
    - Кафедра учёта и аудита Архивная копия от 9 июля 2013 на Wayback Machine
    - Кафедра экономической кибернетики и информационных технологий Архивная копия от 4 февраля 2014 на Wayback Machine

  - Факультет менеджмента (ФМ) Архивная копия от 28 марта 2013 на Wayback Machine (http://www.fm-ngu.narod.ru/ Архивная копия от 1 марта 2011 на Wayback Machine)
    - Кафедра менеджмента производственной сферы Архивная копия от 10 апреля 2013 на Wayback Machine (http://www.mvs-ngu.narod.ru)
    - Кафедра прикладной экономики Архивная копия от 1 февраля 2014 на Wayback Machine
    - Кафедра иностранных языков Архивная копия от 29 апреля 2013 на Wayback Machine
    - Кафедра экономической теории и основ предпринимательства Архивная копия от 3 февраля 2014 на Wayback Machine

  - Центр развития предпринимательства "Бизнес-инкубатор НГУ" Архивная копия от 21 января 2016 на Wayback Machine
- Горный институт (ГИ) Архивная копия от 26 апреля 2013 на Wayback Machine
  - Горный факультет (ГФ) Архивная копия от 23 июня 2013 на Wayback Machine
    - Кафедра подземной разработки месторождений Архивная копия от 8 апреля 2013 на Wayback Machine
    - Кафедра открытых горных работ Архивная копия от 25 марта 2013 на Wayback Machine
    - Кафедра аэрологии и охраны труда Архивная копия от 29 марта 2013 на Wayback Machine
    - Кафедра транспортных систем и технологий Архивная копия от 3 апреля 2013 на Wayback Machine
    - Кафедра экологии Архивная копия от 1 апреля 2013 на Wayback Machine
    - Кафедра военной подготовки Архивная копия от 13 мая 2013 на Wayback Machine
    - Кафедра физического воспитания Архивная копия от 4 апреля 2013 на Wayback Machine
- Факультет строительства (ФС) Архивная копия от 29 января 2014 на Wayback Machine
  - Кафедра геодезии Архивная копия от 29 января 2014 на Wayback Machine
  - Кафедра физики Архивная копия от 8 сентября 2013 на Wayback Machine
  - Кафедра строительства и геомеханики Архивная копия от 12 апреля 2013 на Wayback Machine
  - Кафедра маркшейдерии Архивная копия от 3 июня 2013 на Wayback Machine
- Механико-машиностроительный факультет (ММФ) Архивная копия от 14 октября 2013 на Wayback Machine
  - Кафедра горной механики Архивная копия от 21 июля 2013 на Wayback Machine
  - Кафедра горных машин и инжиниринга Архивная копия от 8 января 2014 на Wayback Machine
  - Кафедра обогащения полезных ископаемых Архивная копия от 28 мая 2013 на Wayback Machine
  - Кафедра строительной, теоретической и прикладной механики Архивная копия от 31 марта 2013 на Wayback Machine
  - Кафедра технологии горного машиностроения Архивная копия от 14 октября 2013 на Wayback Machine
  - Кафедра автомобилей и автомобильного хозяйства Архивная копия от 8 мая 2013 на Wayback Machine
  - Кафедра управления на транспорте Архивная копия от 31 мая 2013 на Wayback Machine
  - Кафедра основ конструирования механизмов и машин Архивная копия от 31 марта 2013 на Wayback Machine
- Геологоразведочный факультет (ГРФ) Архивная копия от 11 июня 2013 на Wayback Machine
  - Кафедра общей и структурной геологии Архивная копия от 12 октября 2013 на Wayback Machine
  - Кафедра геологии и разведки месторождений полезных ископаемых Архивная копия от 22 апреля 2013 на Wayback Machine
  - Кафедра техники разведки месторождений полезных ископаемых Архивная копия от 6 июня 2013 на Wayback Machine
  - Кафедра геофизических методов разведки Архивная копия от 1 февраля 2014 на Wayback Machine
  - Кафедра гидрогеологии и инженерной геологии Архивная копия от 3 февраля 2014 на Wayback Machine
  - Кафедра минералогии и петрографии Архивная копия от 4 февраля 2014 на Wayback Machine
  - Кафедра геоинформационных систем Архивная копия от 4 марта 2016 на Wayback Machine
  - Кафедра высшей математики Архивная копия от 22 апреля 2013 на Wayback Machine
  - Кафедра химии Архивная копия от 1 февраля 2014 на Wayback Machine
- Юридический факультет (ЮФ) Архивная копия от 29 января 2014 на Wayback Machine
  - Кафедра истории и политической теории Архивная копия от 31 марта 2013 на Wayback Machine
  - Кафедра философии Архивная копия от 31 марта 2013 на Wayback Machine
  - Кафедра гражданского и хозяйственного права Архивная копия от 31 марта 2013 на Wayback Machine
  - Кафедра конституционного и административного права Архивная копия от 31 марта 2013 на Wayback Machine
  - Кафедра криминального права и криминологии Архивная копия от 1 апреля 2013 на Wayback Machine
  - Компьютерно-криминалистический комплекс
- Институт заочного образования Архивная копия от 15 сентября 2013 на Wayback Machine
- Межотраслевой институт непрерывного образования Архивная копия от 18 июля 2013 на Wayback Machine

## Направления подготовки
по образовательно-квалификационному уровню «Бакалавр»:
- 0203 Область знаний: «Гуманитарные науки»

6.020303 Направление подготовки: «Филология» (форма обучения — дневная, заочная, вечерняя)
- 0304 Область знаний: «Право»

6.030401 Направление подготовки: «Правоведение» (форма обучения — дневная, заочная, вечерняя)
- 0305 Область знаний: «Экономика и предпринимательство»

6.030502 Направление подготовки: «Экономическая кибернетика» (форма обучения — дневная, заочная, вечерняя)
6.030504 Направление подготовки: «Экономика предприятия» (форма обучения — дневная, заочная, вечерняя)
6.030507 Направление подготовки: «Маркетинг» (форма обучения — дневная, заочная, вечерняя)
6.030508 Направление подготовки: «Финансы и кредит» (форма обучения — дневная, заочная, вечерняя)
6.030509 Направление подготовки: «Учет и аудит» (форма обучения — дневная, заочная, вечерняя)
- 0306 Область знаний: «Менеджмент и администрирование»

6.030601 Направление подготовки: «Менеджмент» (форма обучения — дневная, заочная, вечерняя)
- 0401 Область знаний: «Естественные науки»

6.040103 Направление подготовки: «Геология» (форма обучения — дневная, заочная, вечерняя)
6.040106 Направление подготовки: «Экология, охрана окружающей среды и сбалансированное природопользование» (форма обучения — дневная, заочная, вечерняя)
- 0403 Область знаний: «Системные науки и кибернетика»

6.040303 Направление подготовки: «Системный анализ» (форма обучения — дневная, заочная, вечерняя)
- 0501 Область знаний: «Информатика и вычислительная техника»

6.050101 Направление подготовки: «Компьютерные науки» (форма обучения — дневная, заочная, вечерняя)
6.050102 Направление подготовки: «Компьютерная инженерия» (форма обучения — дневная, заочная, вечерняя)
6.050103 Направление подготовки: «Программная инженерия» (форма обучения — дневная, заочная, вечерняя)
- 0502 Область знаний: «Автоматика и управление»

6.050201 Направление подготовки: «Системная инженерия» (форма обучения — дневная, заочная, вечерняя)
6.050202 Направление подготовки: «Автоматизация и компьютерно-интегрированные технологии» (форма обучения — дневная, заочная, вечерняя)
- 0503 Область знаний: «Разработка полезных ископаемых»

6.050301 Направление подготовки: «Горное дело» (форма обучения — дневная, заочная, вечерняя)
6.050303 Направление подготовки: «Переработка полезных ископаемых» (форма обучения — дневная, заочная, вечерняя)
- 0505 Область знаний: «Машиностроение и материалообработка»

6.050502 Направление подготовки: «Инженерная механика» (форма обучения — дневная, заочная, вечерняя)
6.050503 Направление подготовки: «Машиностроение» (форма обучения — дневная)
- 0507 Область знаний: «Электротехника и электромеханика»

6.050701 Направление подготовки: «Электротехника и электротехнологии» (форма обучения — дневная, заочная, вечерняя) Архивная копия от 1 февраля 2014 на Wayback Machine
6.050702 Направление подготовки: «Электромеханика» (форма обучения — дневная, заочная, вечерняя) Архивная копия от 27 апреля 2013 на Wayback Machine
- 0509 Область знаний: «Радиотехника, радиоэлектронные аппараты и связь»

6.050903 Направление подготовки: «Телекоммуникации» (форма обучения — дневная, заочная, вечерняя)
- 0510 Область знаний: «Метрология, измерительная техника и информационно-измерительные технологии»

6.051001 Направление подготовки: «Метрология и информационно-измерительные технологии» (форма обучения — дневная, заочная, вечерняя)
- 0601 Область знаний: «Строительство и архитектура»

6.060101 Направление подготовки: «Строительство» (форма обучения — дневная, заочная)
- 0701 Область знаний: «Транспорт и транспортная инфраструктура»

6.070101 Направление подготовки: «Транспортные технологии (по видам транспорта)» (форма обучения — дневная, заочная, вечерняя)
6.070106 Направление подготовки: «Автомобильный транспорт» (форма обучения — дневная, заочная, вечерняя)
- 0801 Область знаний: «Геодезия и землеустройство»

6.080101 Направление подготовки: «Геодезия, картография и землеустройство» (форма обучения — дневная, заочная, вечерняя)
- 1701 Область знаний: «Информационная безопасность»

6.170101 Направление подготовки: «Безопасность информационных и коммуникационных систем» (форма обучения — дневная, заочная, вечерняя)
6.170102 Направление подготовки: «Системы технической защиты информации» (форма обучения — дневная, заочная, вечерняя)
6.170103 Направление подготовки: «Управление информационной безопасностью» (форма обучения — дневная, заочная, вечерняя)

## Научные издания
- Научно-технический журнал «Научный вестник НГУ»[2]
- Экономический вестник НГУ [3]
- Научно-технический сборник «Разработка месторождений»
- Научно-технический сборник «Обогащение полезных ископаемых»
- Научно-технический сборник по электромеханике и автоматике[4]
- Сборник научных трудов НГУ
- Научный ежегодник «История и культура Приднепровья»
- Гуманитарный журнал НГУ [5]
- Сичеславский альманах [6]

## Исследовательская платформа
Национальный горный университет, учитывая мировой опыт и совершенствуя процесс передачи технологий, начал новую инициативу — научную деятельность через открытые платформы Архивная копия от 1 февраля 2014 на Wayback Machine, объединяя усилия с исследовательскими учреждениями и представителями бизнес структур. Соединение финансовых возможностей предприятий и научных идей через открытость информационного пространства дает наибольший эффект для развития не только энергетического комплекса, а экономики в целом, так как основывается не просто на интересе друг в друге, а на синергии возможностей различных структур для создания высокотехнологичной продукции и трансфера технологий.

## Награды
21 ноября 1949 года «за выдающиеся успехи в деле подготовки инженерно-технических кадров для народного хозяйства, в связи с 50-летием со дня основания», институт награждён орденом Трудового Красного Знамени.